# 池田宗政
池田 宗政（いけだ むねまさ）は、備前岡山藩の第4代藩主。岡山藩池田家宗家6代。

## 生涯
第3代藩主・池田継政の長男。母は伊達吉村の次女・村子（心定院）。幼名は峯千代、茂太郎。
幼少期より水戸の鶴千代（徳川宗翰）、加賀の勝丸（前田宗辰）、出雲の幸千代（松平宗衍）と共に四君子と称され、聡明で知られた。元文5年（1740年）に元服する。初名は尚政（なおまさ）、のちに将軍徳川吉宗より偏諱を受け宗政に改名する。宝暦2年（1752年）12月6日、父の隠居により跡を継いだ。
岡山藩藩学の充実に努めており、また自身は書画に優れ作品を残しているほか、俳諧や和歌もなした。宗政は信仰していた餘慶寺（瀬戸内市邑久町北島）に正室藤子の打掛を法衣にして寄進している。宝暦14年（1764年）3月14日、父に先立って38歳で病死した。跡を長男の治政が継いだ。

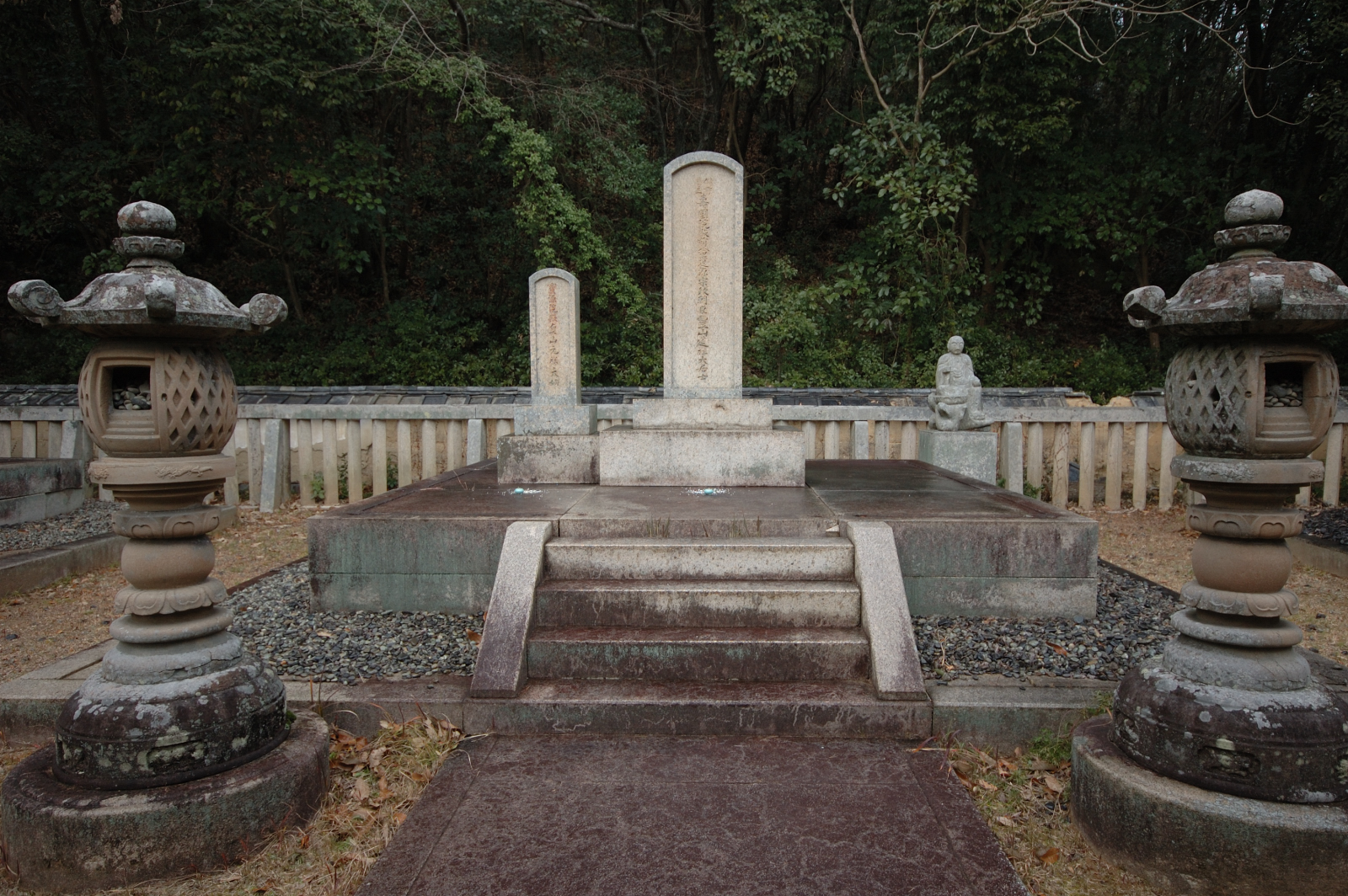
曹源寺の宗政夫妻の墓。右が宗政の墓。